# Ujung Bandar (Rantau Selatan)
Ujung Bandar is een bestuurslaag in het regentschap Labuhan Batu van de provincie Noord-Sumatra, Indonesië. Ujung Bandar telt 5352 inwoners (volkstelling 2010).